# مارتن هاسي
مارتن هاسي (بالألمانية: Martin Haase)‏ هو باحث في الرومانسية وأستاذ جامعي ألماني، ولد في 25 أكتوبر 1962 في دورتموند في ألمانيا.

## وصلات خارجية
- الموقع الرسمي
- مارتن هاسي على موقع ميوزك برينز (الإنجليزية)